# نرگسی تل بزان
نرگسی . [ ن َ گ ِ ] (اِخ ) دهی است از دهستان تل بزان شهرستان مسجدسلیمان شهر اهواز، استان خوزستان در ۱۵ هزار گزی جنوب شرقی مسجدسلیمان و ۳ هزار گزی مشرق راه مسجدسلیمان ، در منطقه ٔ کوهستانی گرمسیری واقع است. 
نرگسی، ۱۶۰ تن سکنه دارد. آبش از چشمه ، محصولش غلات ، شغل اهالی زراعت و کارگری شرکت نفت و گله داری است . 
ساکنینش از طایفه ٔگندلی ، از شاخه هفت لنگ ایل بختیاری اند. 